# Карпюк, Леонид Александрович
Карпюк Леонид Александрович (16 апреля 1983, Москва)  — российский химик, генеральный директор АО "Высокотехнологический научно-исследовательский институт неорганических материалов им. ак. А.А. Бочвара" (АО "ВНИИНМ").

## Биография
Родился 16 апреля 1983 года в Москве. Окончил химический факультет МГУ им. М.В. Ломоносова по специальности «Химия» (2005), в 2008 году защитил кандидатскую диссертацию по теме "Алкоксисилильные производные гуминовых веществ: синтез, строение и сорбционные свойства" , выполненную в лаборатории физической органической химии на кафедре органической химии Химфака МГУ имени М.В. Ломоносова и в лаборатории синтеза элементоорганических полимеров Института синтетических полимерных материалов имени Н.С. Ениколопова РАН под рук. профессора Перминовой Ирины Васильевны и Пономаренко Сергея Анатольевича. Им получен новый тип кремнийорганических производных гуминовых веществ, содержащих в своем составе алкоксисилильные и/или силанольные группы, предложены и реализованы способы селективного введения алкоксисилильных групп в структуру гуминовых веществ путем модификации карбоксильных и фенольных групп с использованием 3-аминопропилтриметоксисилана, 3-глицидоксипропилтриметоксисилана и 3-изоцианатопропилтриалкоксисиланов. Карпюком Л.А. показана сопоставимая эффективность предложенных подходов для модификации гуминовых веществ из различных природных источников: вод, торфа, угля.
В 2007 году окончил Академию Народного Хозяйства при Правительстве РФ, программа МВА «Топ-Менеджер».

## Работа в ГК Росатом
Свою трудовую деятельность в атомной отрасли начал в 2008 г., став сотрудником метрологического отделения АО «ВНИИНМ». С 2008 года работал во ВНИИНМ в должностях заместителя директора метрологического отделения, директора метрологического отделения, первого заместителя генерального директора по разработке топлива для ядерной энергетики, конструкционных и функциональных материалов. Под руководством и при участии Л.А. Карпюка была разработана и внедрена в атомной отрасли система организации и проведения межлабораторных сличительных испытаний, проведен полный комплекс работ по метрологическому обеспечению производства смешанного нитридного уран-плутониевого и МОКС-топлива в рамках проекта "Прорыв", разработана и внедрена на предприятиях топливной компании ТВЭЛ информационная система "Метролог-Информ-ТВЭЛ", разработан пакет нормативных документов отраслевого уровня по метрологическому обеспечению в части аттестации эталонов, утверждения типа средств измерений и стандартных образцов, разработки аттестованных объектов.
С 2016 г. возглавляет АО «ВНИИНМ» в должности генерального директора.
С 2016 года под руководством Л.А. Карпюка проводится разработка нового безаварийного топлива («Толерантное топливо») для ядерных реакторов типа ВВЭР и PWR.

## Научно-организационная деятельность
Председатель Программного комитета Научно-технической конференции «Материалы ядерной техники» (МАЯТ-2019 , МАЯТ-2020, МАЯТ-2021, МАЯТ-2022, МАЯТ-2023)).
Председатель Оргкомитетов ряда отраслевых и межотраслевых воркшопов и конференций, проводимых ВНИИНМ, ГК Росатом и РАН.

## Награды и признание
·                    Кандидат химических наук, автор научных работ ;,  и др.
·                    Нагрудный знак отличия «Академик И.В. Курчатов 4-й степени»  (2020 г.);
·                    Нагрудный знак отличия «Академик И.В. Курчатов 3-й степени»  (2024 г.);
·                    Благодарность Мэра Москвы за вклад в развитие промышленности Москвы  (2018 г.);
·                    Знак «За взаимодействие и социальное партнерство 2-й степени» (2017 г.).